# كوينز وي

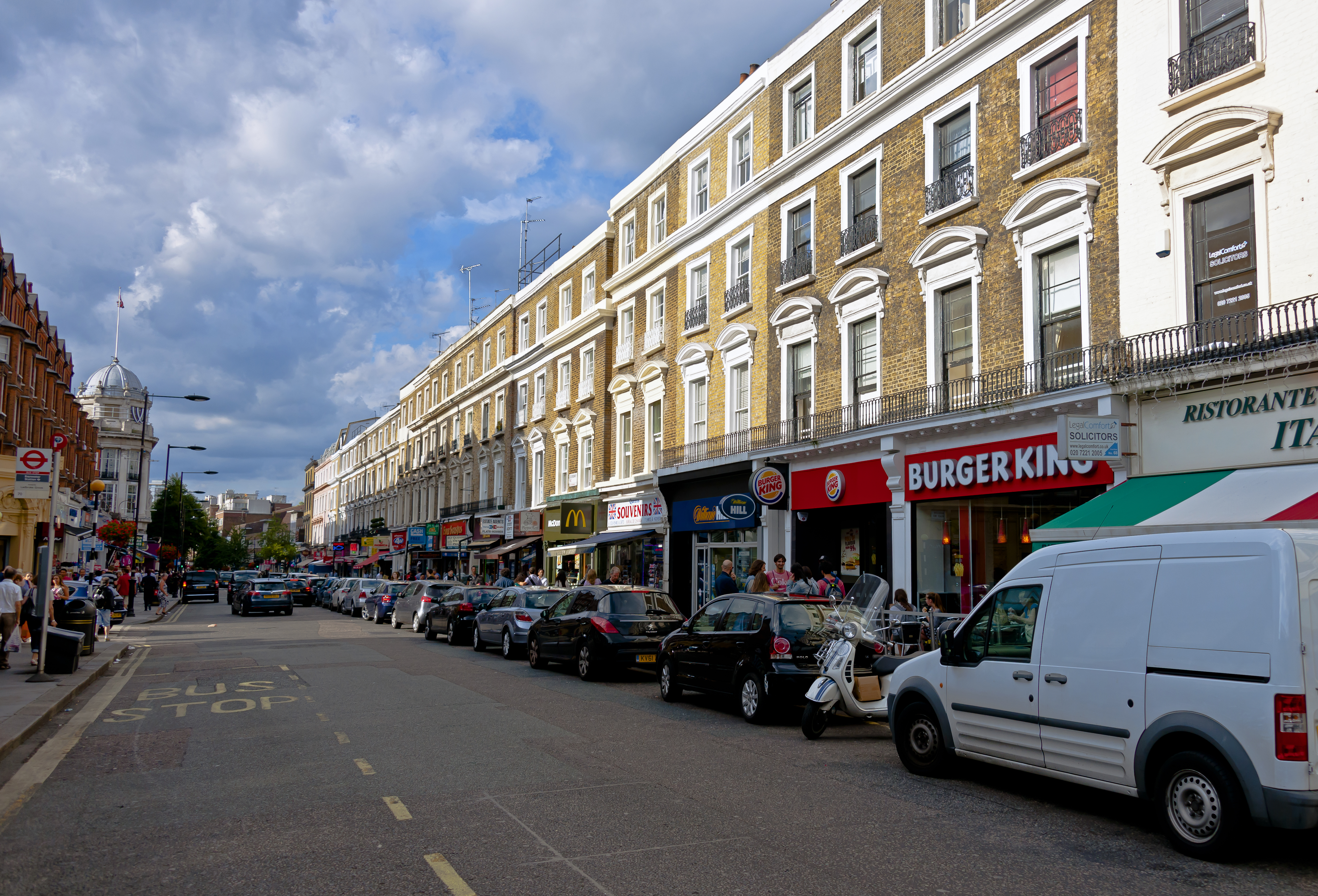
كوينز وي.

كوينز وي شارع يقع في حي بيزووتر بلندن.
يقع في الشارع المركز التجاري «وايتليز» Whiteleys ، إلى جانب مطاعم صينية وشرقية عديدة. والشارع يرتاده الكثير من السواح العرب.
وبقرب الشارع - وتحديدا في وستبورن غروف - تقع «مكتبة الساقي»، وهي من أقدم المكاتب المتخصصة ببيع الكتب العربية في لندن.